# Silverfish Trivia
Silverfish Trivia è il secondo mini-album di Robert Pollard; venne pubblicato nel 2007 sia in vinile che in CD negli Stati Uniti d'America dalla Prom Is Coming, etichetta dello stesso Pollard.

## Tracce
Lato A
1. Come Outside (1:18)
2. Circle Saw Boys Club (2:54)
3. Wickerman Smile (2:01)
4. Touched to Be Sure (4:20)

Lato B
1. Waves, Etc. (1:31)
2. Cats Love a Parade (7:56)
3. Speak in Many Colors (2:09)

## Musicisti
- Todd Tobias: batteria e percussioni, tastiere, chitarra
- Robert Pollard: chitarra e voce